# 國立幸
國立 幸（こくりゅう さち、1984年7月9日 - ）は、日本の声優、女優。所属事務所は劇団ひまわり。夫は俳優の塩崎こうせい。

## 人物
趣味・特技は、ピアノ、日本舞踊、ソフトボール、殺陣。これまでに、TBSのドラマ『オレンジデイズ』、『バツ彼』などに出演。また、2000年代初め頃から、声優としても活動を始めている。

## 出演
太字はメインキャラクター。

### テレビアニメ
2004年
- 今日からマ王!（2004年 - 2008年、渋谷勝利〈少年時代〉） - 2シリーズ

2005年
- おねがいマイメロディ（ヤマト）
- 銀牙伝説WEED（ウィード）
- シュガシュガルーン（杉山タイジ）

2006年
- 南の島の小さな飛行機 バーディー（ドルー）

2007年
- 機神大戦ギガンティック・フォーミュラ（セルゲイ・クラコフスキー）
- D.Gray-man（2007年 - 2016年、エリク、レニー・エプスタイン） - 2シリーズ

2008年
- 風人物語（男子、放送）

2009年
- 家庭教師ヒットマンREBORN!（フラン）
- 遊☆戯☆王5D's（スライ）

2010年
- ぬらりひょんの孫（梅若丸〈12歳〉）
- 毎日かあさん（大河くん）

2011年
- クロスファイト ビーダマン（2011年 - 2013年、白銀スバル） - 2シリーズ
- 戦国乙女〜桃色パラドックス〜（武田シンゲン）
- 遊☆戯☆王ZEXAL（2011年 - 2014年、トロン、王妃） - 2シリーズ

2012年
- 獣旋バトル モンスーノ（ノア、メディーア）

2013年
- ガンダムビルドファイターズ（レイジ〈アリーア・フォン・レイジ・アスナ〉）
- 獣旋バトル モンスーノ（幼少のアッシュ）
- 爆TECH!爆丸 ガチ（ニビル）
- はじめの一歩 Rising（幕之内一歩〈幼少時代〉）
- 魔界王子 devils and realist（アシュタロス）
- LINE OFFLINE サラリーマン（ジェシカ）
- LINE TOWN（ジェシカ、おばさん）

2014年
- マルタの冒険

2015年
- おそ松さん（2015年 - 2025年、チビ太 / チビ休、女子、女子高生） - 4シリーズ + 特別編
- 機動戦士ガンダム 鉄血のオルフェンズ（2015年 - 2017年、アジー・グルミン） - 2シリーズ
- 銀魂゜（近藤勲〈少年時代〉）
- 進撃!巨人中学校（イルゼ）
- DOG DAYS''（ベルデ）
- トリアージX（護龍）
- 七つの大罪（2015年 - 2021年、アーサー・ペンドラゴン） - 4シリーズ

2016年
- 赤髪の白雪姫（鹿月）
- カミワザ・ワンダ（神谷ユート）
- D.Gray-man HALLOW（レニー・エプスタイン）
- バトルスピリッツ ダブルドライブ（従兄弟バトラー）
- 文豪ストレイドッグス（幸介）
- 僕のヒーローアカデミア（2016年 - 2023年、幼少・勝己） - 4シリーズ
- モブサイコ100（2016年 - 2022年、鈴木将 / ショウ） - 3シリーズ

2017年
- トミカハイパーレスキュー ドライブヘッド 機動救急警察（矢倉タイガ）
- つぐもも（2017年 - 2020年、白峰しろう / しとね） - 2シリーズ
- ポケットモンスター サン&ムーン（2017年 - 2019年、バーネット博士、ムウマージ、ツツケラ）
- ボールルームへようこそ（井戸川民絵、緋山千帆）
- UQ HOLDER! 〜魔法先生ネギま!2〜（ルキ）
- パズドラクロス（ケイト）

2018年
- バジリスク 〜桜花忍法帖〜（甲賀八郎〈幼少期〉）
- ゆるキャン△（2018年 - 2021年、キャンパーたち / 鳥羽涼子） - 2シリーズ
- デュエル・マスターズ シリーズ（2018年 - 2022年、ハニーQ、ポクチンチン、ゴリガン砕車 ゴルドーザ、タイク・タイソンズ1号、Vチャロン 他） - 5シリーズ
- 奴隷区 The Animation（品川ゼロ、江東キヨ）
- 深夜!天才バカボン（店員）

2019年
- エガオノダイカ（アイネ・フリート）
- ポチっと発明 ピカちんキット（2019年 - 2020年、鳴戸レオ）
- デュエル・マスターズ!!（2019年 - 2020年、谷口ハカセ、ハニーQ、ポクタマたま、ポクチンちん、タイク・タイソンズ）
- バビロン（齋太陽〈タイヨウ〉）

2020年
- アラド:逆転の輪（恐怖のアスタロス）
- ポケットモンスター（2020年 - 2022年、バーネット博士）
- いわかける! - Sport Climbing Girls -（熊谷千草）

2021年
- MARS RED（天満屋慎之助）
- ドラえもん（テレビ朝日版第2期）（2021年 - 2022年、名噌時夫、てっちゃんのママ、ノビスケの息子）
- 異世界食堂2（アリシア）

2022年
- スローループ（吉永隼人）
- ヴァニタスの手記（吸血鬼の少年）
- ふしぎ駄菓子屋 銭天堂（板倉了耶）
- 聖剣伝説 Legend of Mana -The Teardrop Crystal-（ドゥエル）

2023年
- 名探偵コナン（2023年 - 2025年、戸塚莉子、富永京子）
- 火狩りの王（2023年 - 2024年、クン） - 2シリーズ
- デュエル・マスターズ WIN 決闘学園編（2023年 - 2024年、頭領、ポクタマたま）
- め組の大吾 救国のオレンジ（十朱大吾〈幼少期〉）
- 七つの大罪 黙示録の四騎士（2023年 - 2024年、アーサー） - 2シリーズ

2024年
- 貼りまわれ!こいぬ（舎妹・スププ、たか犬ひろ、子犬B、観客）

2025年
- コウペンちゃん（大人のペンギンさん）
- TO BE HERO X（ルオ）

### 劇場アニメ
- 映画 ドライブヘッド〜トミカハイパーレスキュー 機動救急警察〜（2018年、矢倉タイガ[50]）
- えいがのおそ松さん（2019年、チビ太[51]）
- 劇場版 七つの大罪 光に呪われし者たち（2021年、アーサー）
- 劇場版 Free!-the Final Stroke- 前編（2021年、金城楓〈幼少期〉[52]）
- おそ松さん〜ヒピポ族と輝く果実〜（2022年、チビ太[53]）
- おそ松さん〜魂のたこ焼きパーティーと伝説のお泊り会〜（2023年、チビ太[54]）

### OVA
- 進撃の巨人『イルゼの手帳』（2013年、イルゼ・ラングナー）

### Webアニメ
- 亡念のザムド（2008年、セイタカ）
- マルタの冒険（2014年）[55]
- ガンダムビルドファイターズ GMの逆襲（2017年、レイジ）
- トミカハイパーレスキュー ドライブヘッド 機動救急警察 2018（矢倉タイガ）
- ベイブレードバースト ガチ（2019年 - 2020年、ポット・ホープ）
- 七つの大罪 怨嗟のエジンバラ（2023年、アーサー・ペンドラゴン）
- ガンダムビルドメタバース（2023年、レイジ）

### ゲーム
2009年
- 家庭教師ヒットマンREBORN! フレイムランブルX未来超爆発（フラン）
- 家庭教師ヒットマンREBORN! オレがボス!最強ファミリー対戦（フラン）

2010年
- 家庭教師ヒットマンREBORN! フレイムランブルXX超決戦!真6弔花!!（フラン）

2013年
- 遊☆戯☆王ゼアル 激突!デュエルカーニバル!（トロン）

2015年
- Goes!（新山正典）
- ザクセスヘブン（ラグエル・ノワール）
- LINE ブラウンファーム（ジェシカ）

2016年
- おそ松さんのへそくりウォーズ 〜ニートの攻防〜（チビ太）
- グランブルーファンタジー（2016年 - 2024年、カイム）
- 大攻城！三国×戦国クロスバトル（郭嘉、夏侯惇）

2017年
- おそ松さん THE GAME はちゃめちゃ就職アドバイス -デッド オア ワーク-（チビ太）
- ルナプリ from 天使帝國（ノーラ）

2018年
- 七つの大罪 ブリタニアの旅人（アーサー・ペンドラゴン）
- ガンダムバーサス（レイジ）
- 機動戦士ガンダム エクストリームバーサス マキシブースト ON（レイジ）
- LINE リトルナイツ（ジェシカ）
- スーパーロボット大戦X-Ω（2018年 - 2019年、レイジ）
- 機動戦士ガンダム エクストリームバーサス2（2018年 - 2025年、レイジ） - 4作品

2019年
- LINE ブラウンストーリーズ（ジェシカ）
- シャドウバース（マンマル1号）
- SDガンダム GGENERATION（2019年 - 2025年、アジー・グルミン、レイジ） - 2作品

2020年
- インディヴィジブル 闇を祓う魂たち（カディーラ）
- いっしょにあそぼ〜♪コウペンちゃん（大人のペンギンさん）

2021年
- 妖怪ウォッチ ぷにぷに（アーサー・ペンドラゴン）
- MARS RED 〜彼ハ誰時ノ詩〜（天満屋慎之助）
- 戦場のフーガ（カイル・バヴァロワ、マスカット）
- 終末のアーカーシャ（ヴァージニア）

2022年
- リトル ノア 楽園の後継者（ジッパー）
- 機動戦士ガンダム アーセナルベース（2022年 - 2023年、アジー・グルミン、レイジ）
- 機動戦士ガンダム 鉄血のオルフェンズG（アジー・グルミン）

### ドラマCD
- 家庭教師ヒットマンREBORN！シリーズ（フラン）
- 「機動戦士ガンダム 鉄血のオルフェンズ」EPISODE DRAMA 弐（アジー・グルミン[68]）
- Goes!ドラマCDシリーズ（新山正典）

### 吹き替え

#### 映画（吹き替え）
- オール・マイ・ライフ（ジェン〈ジェシカ・ローテ〉）
- クレイジー・リッチ!（ペク・リン〈オークワフィナ〉）

#### ドラマ
- イカゲーム（カン・セビョク〈チョン・ホヨン〉）
- クラリス（アーデリア・マップ〈デヴィン・A・タイラー〉[69]）
- THE 100/ハンドレッド（オクタヴィア・ブレイク〈マリー・アヴゲロプロス〉）
- ヘムロック・グローヴ（リーサ・ゴッドフリー〈ペネロープ・ミッチェル〉）

#### アニメ
- OK K.O.! めざせヒーロー（イニド[70]）

### ラジオ
※はインターネット配信。
- 國立幸のえ、今その話する？（2020年、HEAR※）[71]

### 音楽CD
- 家庭教師ヒットマンREBORN! キャラクターアルバム SONG "BLUE" 〜rivale〜（フラン）

### DVD
- 家庭教師ヒットマンREBORN! ボンゴレ最強のカルネヴァーレ4 BLUE
- 家庭教師ヒットマンREBORN! ボンゴレ究極のカルネヴァーレ!!!!!

### 舞台
- アンチゴーヌ（2010年3月6日 - 14日、シアター代官山）
- 娑婆に脱帽（2010年12月1日 - 14日、アトリエだるま座）
- ニコニコミュージカル『ニコニコニーコ』（2011年3月17日 - 27日、シアターグリーン BIG TREE THEATER）
- ニコニコミュージカル『5王子とさすらいの花嫁〜ニコニコ・ニーコdue〜』（2012年9月1日 - 9日、全労済ホール／スペース・ゼロ）
- X-QUEST 2014 SUMMER PERFORMANCE『ベニクラゲマン〜実験都市マーベラスの逆襲〜』（2014年6月11日 - 22日、王子小劇場）
- 劇団ひまわり『影をなくした娘』（2016年2月4日 - 7日、シアター代官山）
- X-QUEST 2016 SPRING PERFORMANCE『神芝居〜アリス・イン・ギガニッポンノワンダーランド〜』[72]（2016年4月20日 - 5月1日、王子小劇場）
- ぐりむの法則 東京公演『ソウサイノチチル』（2017年4月26日 - 5月3日、新宿村LIVE）
- 劇団ひまわり Smash公演『天守物語』（2018年4月6日 - 15日、シアター代官山）
- 音楽劇『Love's Labour's Lost』[73]（2018年11月17日 - 25日、CBGKシブゲキ!!）
- 劇団ひまわり Smash公演『マクベス』[74]（2019年1月18日 - 20日・25日 - 27日、シアター代官山）
- CROWNS公演『畳屋のあけび』 [75]（2022年7月6日 - 10日、シアター代官山）
- CROWNS公演『棄民の島』[76]（2024年3月20日 - 24日、サンモールスタジオ）

### テレビドラマ
- オレンジデイズ
- バツ彼

### 特撮
- ウルトラマンネクサス（2005年、怪物バンニップを噂する人々の声）
- ULTRASEVEN X（2007年）
- ウルトラマン クロニクル ZERO&GEED（2020年、セミ人間セミカ）

### 映画
- 死ガ二人ヲワカツマデ… 第二章「南瓜花－nananka-」（野桐小夜子）[77]

### テレビ番組
- 天才てれびくんYOU（2017年6月26日 - 29日、NHK Eテレ）（もゆる）

### シリーズ一覧
1. ↑  第1シリーズ（2004年）、第3シリーズ（2008年）
2. ↑  第1作（2007年）、第2作『HALLOW』（2016年）
3. ↑  第1期（2011年 - 2012年）、第2期『eS』（2012年 - 2013年）
4. ↑  第1期（2011年 - 2012年）、第2期『II』（2012年 - 2014年）
5. ↑  第1期（2015年 - 2016年）、特番『おうまでこばなし』（2016年12月12日）、第2期（2017年 - 2018年）、第3期（2020年 - 2021年）、第4期（2025年）
6. ↑  第1期（2015年 - 2016年）、第2期（2016年 - 2017年）
7. ↑  第1期（2015年）、第2期『戒めの復活』（2018年）、第3期『神々の逆鱗』（2020年）、第4期『憤怒の審判』（2021年）
8. ↑  第1期（2016年）、第2期（2017年）、第3期（2018年）、第6期（2023年）
9. ↑  第1期（2016年）、第2期『II』（2019年）、第3期『III』（2022年）
10. ↑  第1期（2017年）、第2期『継つぐもも』（2020年）
11. ↑  第1期（2018年）、第2期『SEASON2』（2021年）
12. ↑  【デュエル・マスターズ（2017年版）】

第2期『デュエル・マスターズ！』（2018年 - 2019年）、第3期『デュエル・マスターズ!!』（2019年 - 2020年）

【デュエル・マスターズ キング】

第1期（2020年）、第2期『キング！』（2022年）、第3期『キングMAX』（2022年）
13. ↑  第1シーズン（2023年）、第2シーズン（2024年）
14. ↑  第1期（2023年 - 2024年）、第2期（2024年）
15. ↑  『エクストリームバーサス2』（2018年）、『クロスブースト』（2021年）、『オーバーブースト』（2023年）、『インフィニットブースト』（2025年）
16. ↑  『CROSSRAYS』（2019年）、『ETERNAL』（2025年）